# スーパーガチャポンワールド SDガンダムX
『スーパーガチャポンワールド SDガンダムX』は1992年9月18日にユタカから発売されたスーパーファミコン用ゲームソフトで、「SDガンダム」を題材にしたウォー・シミュレーションゲームである。

## 概要
『SDガンダムワールド ガチャポン戦士シリーズ』の流れを受け継ぐ作品としてスーパーファミコンで発売されたSDガンダムのゲームソフトで、基本的な部分を踏襲しつつもグラフィックやシステム面で多くの改良が成されている。主な内容も今までと同様で、プレイヤーまたはCPUが赤軍・青軍の勢力に分かれて原作アニメに登場したMSをユニットとして操作して敵勢力を打倒するというものになっている。
また、本作品の続編として『SDガンダムGX』『SDガンダムGNEXT』ハードをプレイステーションに移した『SDガンダム GCENTURY』がある。
2018年にはNintendo Switch向けに移植された。まず、4月26日発売の『SDガンダム GGENERATION GENESIS』早期購入特典として配布されたのち12月6日よりダウンロード販売が開始された。

## システム
本作は『ガチャポン戦士2 カプセル戦記』を大幅に発展させたゲームシステムとなっておりゲームはユニットの生産や移動を行うシミュレーションパートと、アクションによる戦闘を行う戦闘パートに大別されている。それぞれの勢力には技術力を表すTECレベル（テクニカルレベル）が設定されており、TECレベルが高くなるにしたがってと性能の高い機体が生産できるようになると共に、それまでも生産できた従来のユニットの生産コストは安くなる様になっている。TECレベルは毎ターンのはじめに自軍の占領下にあるベース（基地）の数×2のTECポイントが加算され、そのポイントが一定値を超えた場合テクニカルレベルが上昇する。最大レベルは5で初期設定により1～3の状態からスタートすることが出来る。
また、ベースは最大4機まで生産できると同時に、艦船を修理するドックがあり、ベースに艦船を入れると1ターンごとに艦船のエネルギーが回復する。本作ではエネルギーの回復手段が戦艦に収納するか、ドックに入れるかしかない。また、各MS・MAユニットには能力値を表すレベルが設定されており、ユニットレベルの上昇に従ってCPU処理時の動き方や
スピード・防御力が上昇する。ユニットレベルはアクションバトル戦闘に参加するたびに1増加し、1→2→3→ACEのように増加するが戦艦を撃沈したときは自動的に最大（ACE）になる。
マップは従来のスクウェアマップからヘックスマップに変更された。宇宙空間をあらわすメインマップと惑星（地球）や衛星（月）のマップは別マップ化され、艦船ユニットを利用しての降下・打ち上げによる移動でのみ、これら別マップに移動できる。多くのステージでは、マップの概念は実在の関係に囚われず、これら惑星や衛星が複数存在する広大なステージも用意されている。ただし、Ζガンダムのみ、艦船ユニットを使わず、単独で降下ができる。（打ち上げはできない）
ユニットに移動に関してもZOCが導入され、また戦闘時には戦闘を仕掛けられた側と隣接するユニットも周辺6ヘックス・自軍敵軍問わず最大7体まで戦闘に参加でき、地形による移動速度、ダメージ等の変動も本格的に実装された。これにより、集団で一気に仕掛けたり、有利な地形で勝負を挑んで格上ユニットとの性能差を埋めるのが容易になり、数と地形の力がより強くなった。
相手が格上のユニットでも数の力や有利な地形を駆使して戦闘を仕掛ければ簡単に撃破できたりするので、より戦略的なユニットの配置と移動が要求される。なお、攻撃宣言した＆されたユニット以外の機体は全てCPU操作となる。
戦闘パートでは、ファミコン時代よりも増えたボタンの数にあわせて使用できる武器の種類が増えると共に、トライブレードやインコムといった従来には無かった新しい武器も増えた。ファンネルも従来の放出しっぱなしでビームライフルの代わりに機体の上下から撃つものから、ボタン選択により放出して自動的に敵方向に向かって撃つものになった。
またファンネルを破壊することが可能になりその際にファンネルを放出した機体にダメージが加わるようになっている。ミサイルも従来の単発のみからダブル・トリプル同時発射ミサイルが追加された。さらに、ショットランサーのように大ダメージで命中させやすいが水平方向にしか打てないもの、ガンダムハンマーやVSBRのように1発撃つと約5秒間、次が撃てないものも
追加された。このようにMS・武器の種類が増えたことでより多彩なアクションバトルが出来るようになった。なお、全ての武器の弾数は戦闘が終わるたびに回復する。
また従来では同じ土俵で戦っていた戦艦による砲撃、MS対艦船、艦対艦船は全て地形による支援効果の影響を加味されたシミュレーション処理による間接戦闘となった。なお間接戦闘では小型のMSとMAは反撃できない。
決着のつき方はどちらかのユニットの全滅か設定で決めた規定ターンを迎えるのどちらかで、規定ターンの場合は都市などの占領で獲得したポイントによる判定で勝敗が決まる。全滅、または圧倒的なポイント差がついていた場合は完勝。ある程度のポイント差がついている場合は勝利。僅差の場合はたとえポイントで勝っていても引き分けという判定になる。両軍が同時全滅した場合も引き分けになるがゲームの特性上、対人戦で
狙って起こさないと起きない。
CPUの近接戦闘の実力は、ターゲットとしていた年齢層を考えると全体としてやや強めではあるものの、初期設定でハンディキャップをつけられる上、慣れれば対応できる強さという点からもほど良いものとなっている。ただし、CPUはマップにユニットが一機も存在しないとそのマップの思考操作を完全に放棄するという戦略思考的な穴がある（仮にベースを保有してても生産したり、生産完了ユニットを出撃さえもしない）。

## ユニットの種類
小型ユニット
本作に登場するユニットの多くを占めるユニット。対艦船戦の反撃ができないが、全ての施設を占領でき、汎用性が最も高い。
種類も豊富で、水中用ユニットが各陣営に必ず2体存在する。
大型ユニット
サイコガンダムの二機、クィン・マンサ、α・アジール、ビグ・ザム、ラフレシアの6機が該当し、最低でもTEC3以上にならないと生産できない（α・アジールは4、ラフレシアは5が条件）
生産費用と完成に必要なターン数が最上級の小型ユニットを上回り、図体が大きいため、近接戦闘における当たり判定が大きいが、小型ユニットを圧倒する攻撃力と耐久力を持ち合わせる。
TEC2以下の小型ユニットなら集団で仕掛けてきても一蹴でき、艦船の砲撃に反撃する事ができるため、単純な攻撃力はトップクラス。
しかし、収入がある施設やコロニーレーザー、水辺系マスへの侵入と占領が不可能である。
艦船の砲撃に反撃はできるものの、自分から艦船のような遠距離砲撃はできない上、砲撃に対する回避力は皆無で高い防御力も機能しないため、地形効果無しだと下級艦船から数回砲撃されるだけで瀕死になる。
また、相手が地形効果の高いマスから砲撃してくると下級艦船であっても簡単に撃墜させられるため、強い部分と弱い部分が両極端。
なおサイコガンダムの二機とクィン・マンサ以外の3機は宇宙衛星専用で惑星では運用できない。
（宇宙用ユニットは小型ユニットでもエルメス、ジオング、ジャムルフィンが該当する）
艦船
どの勢力もはじめから下級と中級が作れ、TEC2で上級、TEC3で最上級艦船が作れるようになる。非常に高価で、最上級艦船は全ユニット中最も生産費用が高い。
惑星や衛星の打ち上げまたは降下ができるため、MSの運搬や補佐が主な役割である。
小型大型ユニットがうまく動けない宇宙空間を高速移動することができる一方、惑星や衛星では移動速度が落ちる。また、行動選択肢は移動・砲撃・MSの3つあり、うち「移動」は小型大型ユニットと同じ、「砲撃」はその場で艦船毎に決められた射程から遠距離攻撃ができる（基本は1～4で各陣営の最上級艦船とクロスボーンの下級以外の艦船は1～5）。「MS」は収納しているMSを確認でき、そのターンで収納した物以外を艦船の隣に発進させることができる。（そのユニットが侵入できないマスには発進させられない）。
移動は暗礁空域と施設、降下エリア以外一律一定で移動でき、収納したユニットは1ターン毎に修理してエネルギーを回復させる事ができる。
通常のユニットが侵入できない位置に待機してから隙を見計らって強襲という事もできる。ただし、占領が一切できない。
なお、艦船の戦闘は砲撃を選択するか移動して敵ユニットに接近して攻撃で行われるがアクション要素が一切ないため、完全に
ユニット性能と地形効果、運頼みとなる。

## 登場勢力
基本的に登場勢力による分類で五つの軍が設定されており、プレイヤーはこれらの中から最大4勢力を選んで戦う。
同一勢力同士の戦いは出来ない為、片方が4勢力を選ぶと自動的に他方は1勢力となる。
勢力毎に初期機体と戦艦が違うので、スタート時の戦力が全く違う。また、勢力を複数選択している場合の初期戦力は1Pは一番右端、2Pは一番左端の勢力の物が適用される。
本作は初期設定の条件によって勢力の強弱が変動するので初期TEC1、資金0という前提の元で勢力単独の特徴を簡単に記する。
なお、ゲームバランスの都合により本来クロスボーンの所属では無いザクマリナーとカプールがクロスボーンに入っていたり、大型MAのバランスの調整によりビグザムがアクシズの所属になっているといった若干の変更は存在する。

### 地球連邦軍
地球連邦軍及びエゥーゴのユニットが集まっている。ジムやネモ、ジェガンのような量産型MSが弱く、ガンダム等の主役級の上級MSが強い傾向にある。
その傾向上、序盤は他勢力と比べると苦戦しやすいが、ガンダム系がたくさん作れる環境が整えば非常に強い力を発揮する。また、全勢力で唯一大型ユニットが作れない。
- Ζガンダムは艦船を使わず単独で惑星及び衛星に降下ができる（打ち上げはできない）
- ΖΖガンダムは最高クラスの対艦船攻撃能力があるなど、独特の特徴もある。

| 小型ユニット \| - ジム - アクア・ジム（水中用） - ネモ - ジェガン - ガンダム - ガンダイバー（水中用） - ヘビーガン - リック・ディアス \| - メタス - ガンダムMk-II - 百式 - Ζガンダム - ΖΖガンダム - νガンダム - ガンダムF91 \| | 艦船 - サラミス - ホワイトベース - アーガマ - ラー・カイラム                       |
| - ジム - アクア・ジム（水中用） - ネモ - ジェガン - ガンダム - ガンダイバー（水中用） - ヘビーガン - リック・ディアス | - メタス - ガンダムMk-II - 百式 - Ζガンダム - ΖΖガンダム - νガンダム - ガンダムF91 |

### ティターンズ
ティターンズは地球連邦軍とは逆に量産型MSが強く、上級MSが弱い傾向にある。そのため、初期戦力が他の勢力と比べると一回り強い。最初は優位を保ちやすい反面、TECが上がりきる終盤では不利に立たされやすい。可変MS全盛期のMSのため全般的に移動速度の速いものが多い。グレネード、またはミサイルを装備しているMSが多いため全体的に火力はやや高めとなっている。

地球連邦軍と共通ユニットのアクア・ジム、ガンダイバーとサラミスは機体色が濃い目に塗られている。
| 小型ユニット \| - アクア・ジム（水中用） - ハイザック - マラサイ - ガルバルディβ - ガンダイバー（水中用） - アッシマー（地上用） - ハンブラビ - ガブスレイ \| - バーザム - ギャプラン - メッサーラ - バウンドドック - パラス・アテネ - ジ・O \| | 大型ユニット - サイコガンダム                                                  |
| - アクア・ジム（水中用） - ハイザック - マラサイ - ガルバルディβ - ガンダイバー（水中用） - アッシマー（地上用） - ハンブラビ - ガブスレイ | - バーザム - ギャプラン - メッサーラ - バウンドドック - パラス・アテネ - ジ・O |

艦船
- サラミス
- グレイファントム
- アレキサンドリア
- ドゴス・ギア

### アクシズ
主にアクシズのハマーン勢力が使用していたユニット構成となる勢力。全体的なユニット強弱傾向はティターンズと一緒。
バラエティに富んでおり様々なタイプのユニットを生産することが出来る。また、最上級戦艦グワダンは高い性能を持つ反面、生産費用が全ユニットの中で最も高い。
| 小型ユニット \| - ガザC - ザク・マリナー（水中用） - カプール（水中用） - ドライセン - ズサ - ガルスJ - ガ・ゾウム - Rジャジャ \| - ザクIII - ハンマ・ハンマ - ジャムル・フィン（宇宙用） - ゲーマルク - キュベレイ \| | 大型ユニット - サイコガンダムMk-II - ビグザム（宇宙用）                           |
| - ガザC - ザク・マリナー（水中用） - カプール（水中用） - ドライセン - ズサ - ガルスJ - ガ・ゾウム - Rジャジャ | - ザクIII - ハンマ・ハンマ - ジャムル・フィン（宇宙用） - ゲーマルク - キュベレイ |

艦船
- ムサイ
- エンドラ
- サダラーン
- グワダン

### ネオジオン
ジオン公国軍・グレミー軍及び新生ネオ・ジオンのMSはこの中に含まれている。中級艦船のムサカの搭載数が他勢力の中級艦船より1少ないため、スタート時の戦力の数が最も少なく、数の面では不利。また、艦船が他の勢力より弱い傾向にある。一方、他勢力の最上級戦艦は3ターン以上かかる中、レウルーラは最上級艦船の中では唯一2ターンで完成する。
量産機も上級MSも両方強い一方、クセの強いMSも多い。また、ファンネル・インコムを搭載したユニットが多い。

アクシズと共通するユニットのザク・マリナーとムサイは、サザビーの様なシャア専用機・赤系の塗装がされている。
| 小型ユニット \| - ザクII - ザク・マリナー（水中用） - ドム - ゲルググ - ケンプファー - ズゴック（水中用） - ギラ・ドーガ - バウ \| - ドーベン・ウルフ - ヤクト・ドーガ - エルメス - ジオング - サザビー \| | 大型ユニット - クィン・マンサ - α・アジール（宇宙用）                |
| - ザクII - ザク・マリナー（水中用） - ドム - ゲルググ - ケンプファー - ズゴック（水中用） - ギラ・ドーガ - バウ                                                                                            | - ドーベン・ウルフ - ヤクト・ドーガ - エルメス - ジオング - サザビー |

艦船
- ムサイ
- ムサカ
- ザンジバル
- レウルーラ

### クロスボーン・バンガード
MSの種類が少ないが、ショットランサーの威力が小型ユニットの中では最強クラスで、クロスボーン・バンガード製では一番安いデナン・ゾンでさえガンダムクラスの性能を持つため、序盤・初期戦力が全勢力でも最も強い。
ただし、クロスボーン・バンガードのユニットは他の勢力より生産費用が高い上、デナン系と水中用ユニット以外のMSは完成に全て2ターン以上かかるため、数を揃えづらく、物量戦が非常に苦手。

アクシズと共通ユニットのザク・マリナー、カプールはベルガ・ダラスの様に赤紫系の塗装が施されている。
| 小型ユニット \| - ザク・マリナー（水中用） - カプール（水中用） - デナン・ゾン - デナン・ゲー - ベルガ・ギロス \| - ベルガ・ダラス - ダギ・イルス - ビギナ・ギナ \| | 大型ユニット - ラフレシア（宇宙用）            |
| - ザク・マリナー（水中用） - カプール（水中用） - デナン・ゾン - デナン・ゲー - ベルガ・ギロス                                                                      | - ベルガ・ダラス - ダギ・イルス - ビギナ・ギナ |

艦船
- ザムス・ナーダ
- ザムス・ギリ
- ザムス・ジェス
- ザムス・ガル

## 攻略本
- 攻略本『スーパーガチャポンワールド 公式ガイドブック』バンダイISBN 4-89189-268-4
- 攻略本『SDガンダムX 必勝法スペシャル攻略本』ケイブンシャ